# Holger Christier
Holger Christier  (* 12. April 1948 in Hamburg) ist ein deutscher Politiker der SPD und ehemaliges Mitglied der Hamburgischen Bürgerschaft.

## Leben
Nach dem Abitur absolvierte Holger Christier ein Studium der Germanistik und der Geschichte an der Universität Hamburg auf Lehramt. Das Studium beendete er mit beiden Staatsexamen und es folgte 1975 eine Promotion zum Dr. phil. Seine Dissertation schrieb er über die Politik der SPD und der KPD in der Nachkriegszeit. Er trat als Studienrat in den Schuldienst ein und wurde später zum Oberstudienrat ernannt.

## Politik
Holger Christier war von 1975 bis 1982 im Kerngebietsausschuss und in der Bezirksversammlung in Hamburg-Mitte vertreten.
Von Juni 1982 bis 2004 war er Mitglied der Hamburgischen Bürgerschaft. Dort saß er für seine Fraktion unter anderem im Eingabenausschuss, Ausschuss für Schule, Jugend und Berufsausbildung, im Verfassungsausschuss sowie im Ausschuss für Inneres und den öffentlichen Dienst.
In der 16. Wahlperiode (1997 bis 2001) war er Fraktionsvorsitzender der SPD. In dieser Position war er nicht immer unumstritten.